# Wozoco

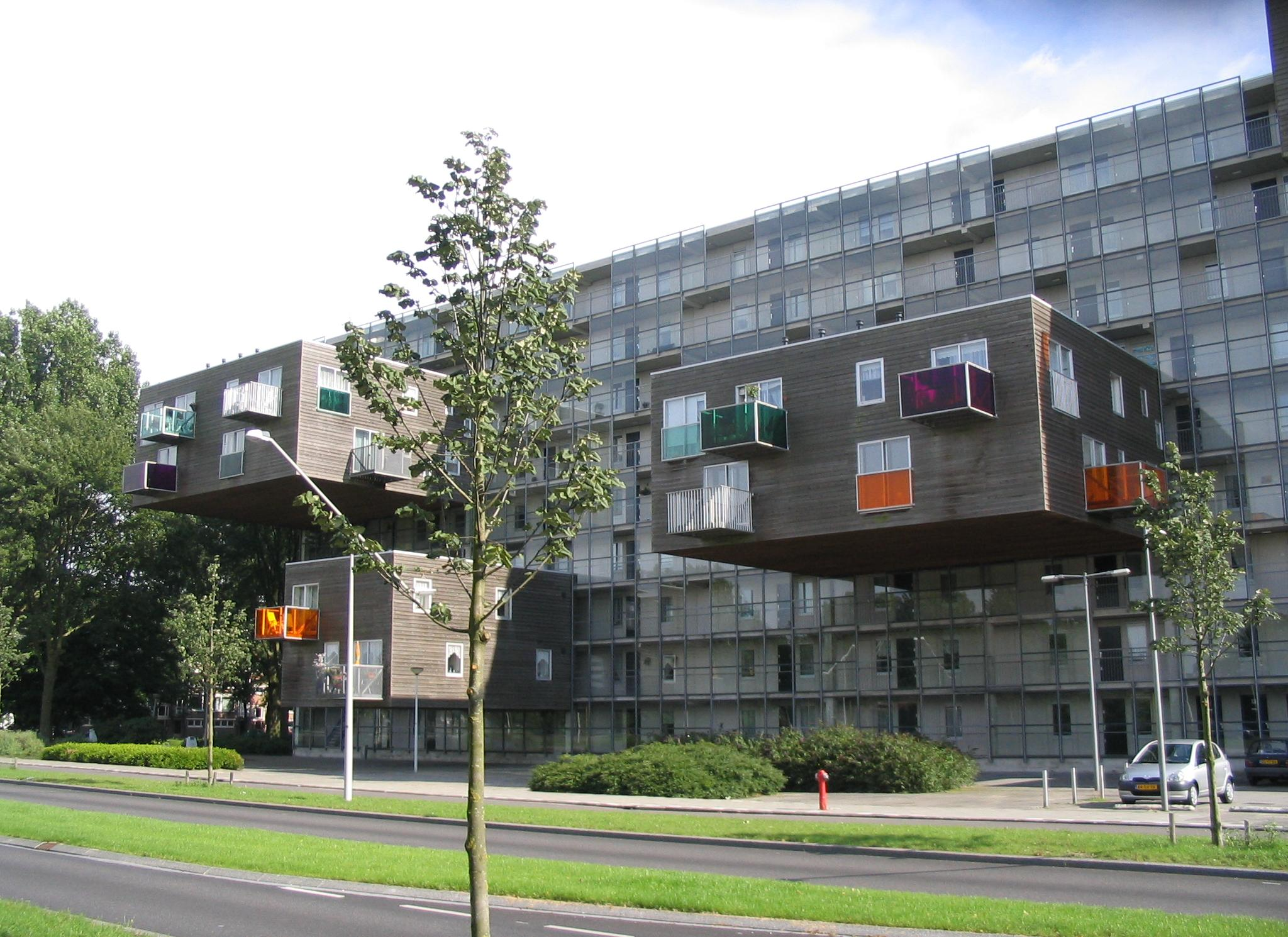
Wozoco

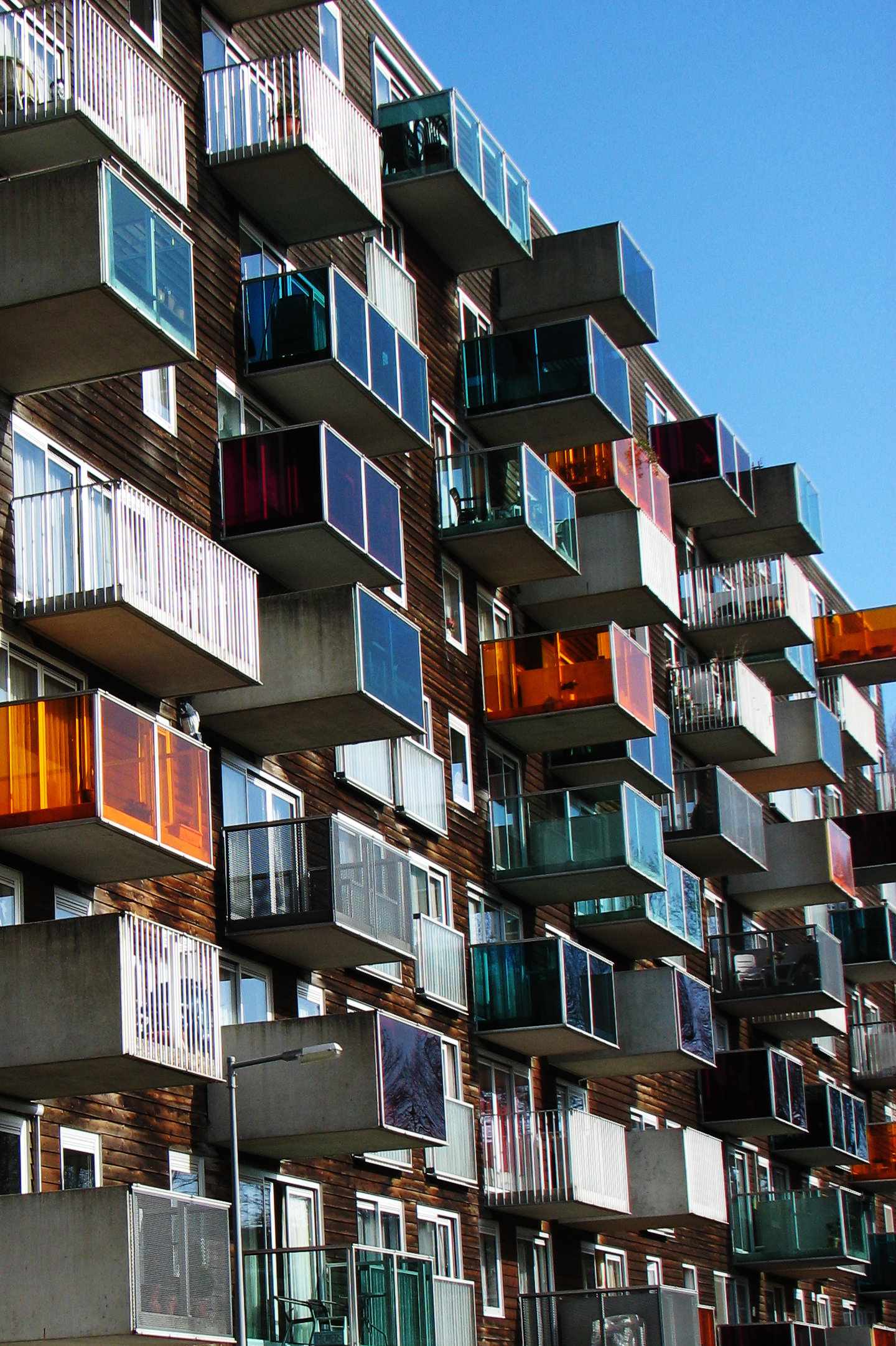
Balkóny domu Wozoco

Wozoco je obytný soubor v hlavním městě Nizozemska, Amsterdamu. Vznikl podle návrhů architektů z nizozemského ateliéru MVRDV. Díky této stavbě se daný ateliér proslavil.
Realizace stavby se uskutečnila v letech 1994 - 1997. Na konstrukci budovy byl použit vyztužený beton. Konzoly obrovských rozměrů jsou z ocelových nosníků.

## Místo stavby
Místem stavby je amsterdamská čtvrť Ookmeerweg. Bydlení pro seniory WoZoCo formálně vychází ze svého okolí - sídliště ze šedesátých let 20. století, resp. z jeho typických několikapodlažních bloků. Budova respektuje původní zástavbu a celkově zlepšuje urbanistické řešení místa.

## Určení
Určení bytového domu je pro seniory; specifickou sociální skupinu, na kterou se v minulosti při tvorbě bytových domů zapomínalo. WoZoCo je jedním z prvních obytných domů pro seniory, který není klasickým domovem důchodců. Klíčová je identifikace starších obyvatel s novým domovem, kterým se chlubí[zdroj?], protože je často navštěvován turisty z řad architektů a studentů. 

## Charakteristika
Tento bytový dům, v současnosti známý i jako Oklahoma, se stal ikonou architektury díky své odvážné hmotě s několika až jedenáctimetrovými severními konzolami, v nichž jsou umístěny byty. Neobvyklý tvar devítipodlažní budovy vznikl kvůli požadavku investora umístit na danou úzkou parcelu sto bytů, což se však ukázalo být nemožné při zachování určitých standardů bydlení.
Bytový dům Wozoco vznikl jako parafráze klasického pavlačového domu - pavlač umístěna na sever a balkony 87 malometrážních sociálních bytů orientované na jih. Tyto byty se ještě vměstnalo do úzkého pásu zastavěného území. Problém s umístěním zbývajících 13 bytů vyřešil ateliér MVRDV. Řešením jsou obrovské konzoly na severní straně objektu, kde jsou umístěny zbývající byty. Aby splnily požadavek proslunění i byty umístěné v severních konzolích, byly konzoly vysunuté až do jedenácti metrů. Byty jsou orientovány ve směru východ-západ.

## Fasáda
Na zábradlí balkonů bylo použito různobarevné plexisklo, nebo vertikální kovové mřížky, které umožňují obyvatelům průhledy do okolí i vsedě. Živá barevnost balkónových plexiskel přispívá k charakteru a optimistickému vzhledu celého objektu.
Severní fasádou probíhají zasklené pavlače. Její monotónnost však narušují konzole se stejnou povrchovou úpravou jako jižní fasáda.